# カルス県
カルス県（カルスけん、トルコ語: Kars ili、クルド語: Parêzgeha Qersê、アルメニア語: Կարսի նահանգ）は、トルコ、東アナトリア地方北東部に位置する県。県都はカルス。北にアルダハン、西にエルズルム、南にアール、ウードゥルと接しており東はアルメニアとの国境である。

## 歴史
オスマン帝国領en:Kars Eyalet・en:Eyalet of Childir（後に一部がen:Erzurum Eyaletに編入された）であったが、露土戦争後に締結されたサン・ステファノ条約とベルリン条約によって1878年から1917年までの間はロシア帝国領となりカルス州が置かれた。

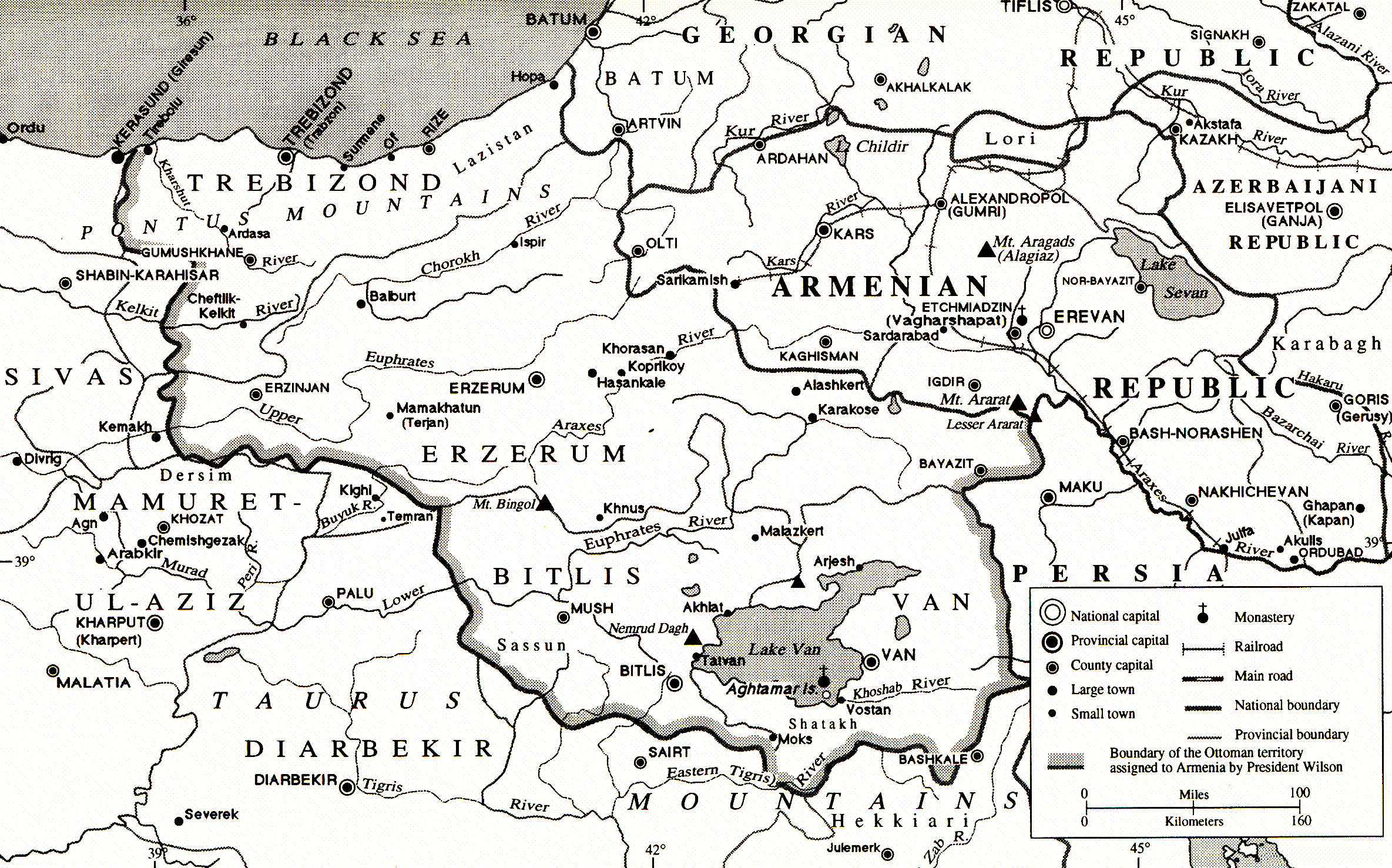
1920年ごろ

第一次世界大戦とロシア革命の後に締結されたブレスト＝リトフスク条約によって1918年から1920年まではアルメニア第一共和国のヴァナンド県であった。この後、ロシア社会主義連邦ソビエト共和国とトルコ大国民議会とのカルス条約でトルコ共和国領になる。
1990年代まではアルダハン県、ウードゥル県はカルス県に含まれていたが、この後分割された。

## 下位自治体
カルス県には8つの下位自治体がある。
- カルス（Kars）
- アキヤカ（Akyaka）
- アルパチャイ（Arpaçay）
- ディゴル（Digor）
- カイズマン（Kağızman）
- サルカミシュ（Sarıkamış）
- セリム（Selim）
- ススズ（Susuz）

## 遺跡
カルスはいくつものアルメニア人の遺構があり、有名なものにはアニ遺跡と9世紀頃に立てられた使徒の教会がある。これらの遺跡には、この土地がトルコ領になった際に一度、破壊しようとした跡が残っているものも多い。近年、政府は観光資源のため、県内の遺構の保存を主導している。